# Henk van Steeg (voetballer)
Henk van Steeg (Nijkerk, 18 augustus 1974) is een Nederlandse oud-voetballer van onder andere FC Zwolle en Cambuur Leeuwarden. Hij maakte zijn debuut in het betaalde voetbal op 16 augustus 1999 in de gewonnen thuiswedstrijd van FC Zwolle tegen NAC Breda (4–3). Van Steeg scoorde de 1-0, en gaf de assist op de 3-2 bij zijn debuut. Verder heeft van Steeg bij enkele Hoofdklassers gespeeld: SV Spakenburg, Lunteren, VVOG en Sparta Nijkerk.

## Geschiedenis
Henk van Steeg begon met voetballen in de jeugd van Sparta Nijkerk. Zijn vader (Henk) en broer (Gert) waren hier ook actief als voetballers. In 1995 maakte van Steeg de overstap naar Lunteren. Na 1 jaar voetballen bij de Gelderse vereniging, verkaste van Steeg naar VVOG. De Harderwijkse club stond op dat moment onder leiding van Dwight Lodeweges. Lodeweges vertrok vervolgens naar FC Zwolle en nam van Steeg mee naar het betaald voetbal. In totaal speelde Henk van Steeg 115 wedstrijden voor FC Zwolle, tot hij in 2003 de overstap maakte naar Cambuur Leeuwarden. Van Steeg speelde 47 wedstrijden voor de club uit Friesland. In 2005 keerde hij terug in het amateurvoetbal, aan de blauwe kant van de Westmaat: SV Spakenburg. Na één seizoen keerde van Steeg terug in het voor hem vertrouwde Nijkerk, bij Sparta. 
Na zijn carrière als voetballer is Henk van Steeg ook actief geweest als assistent-trainer. Onder leiding van Marco Roelofsen was van Steeg tussen 2015 en 2017 actief als assistent-trainer bij Sparta Nijkerk. Na een teleurstellende start van het seizoen 2017-2018 werd Marco Roelofsen ontslagen, en besloot van Steeg om trouw te zijn aan de hoofdcoach: hij stapte op. 
Sinds zijn vertrek bij Sparta Nijkerk is Henk van Steeg niet meer actief geweest als assistent-trainer/coach. 

## Carrièrestatistieken
| Seizoen         | Club               | Land            | Competitie      | Competitie | Competitie | Beker | Beker | Internationaal | Internationaal | Overig | Overig | Totaal | Totaal |
| Seizoen         | Club               | Land            | Competitie      | Wed.       | Dlp.       | Wed.  | Dlp.  | Wed.           | Dlp.           | Wed.   | Dlp.   | Wed.   | Dlp.   |
| --------------- | ------------------ | --------------- | --------------- | ---------- | ---------- | ----- | ----- | -------------- | -------------- | ------ | ------ | ------ | ------ |
| 1999/00         | FC Zwolle          | Nederland       | Eerste divisie  | 33         | 5          | 2     | 0     | –              | –              | 0      | 0      | 35     | 5      |
| 2000/01         | FC Zwolle          | Nederland       | Eerste divisie  | 34         | 5          | 3     | 0     | –              | –              | 0      | 0      | 37     | 5      |
| 2001/02         | FC Zwolle          | Nederland       | Eerste divisie  | 28         | 4          | 2     | 0     | –              | –              | 0      | 0      | 30     | 4      |
| 2002/03         | FC Zwolle          | Nederland       | Eredivisie      | 20         | 0          | 2     | 0     | –              | –              | 0      | 0      | 22     | 0      |
| 2003/04         | Cambuur Leeuwarden | Nederland       | Eerste divisie  | 33         | 1          | 3     | 0     | –              | –              | 0      | 0      | 36     | 1      |
| 2004/05         | Cambuur Leeuwarden | Nederland       | Eerste divisie  | 14         | 0          | 2     | 0     | –              | –              | 0      | 0      | 16     | 0      |
| Carrière totaal | Carrière totaal    | Carrière totaal | Carrière totaal | 162        | 15         | 0     | 0     | 0              | 0              | 0      | 0      | 176    | 15     |

## Erelijst
| Nationaal               |    |         |
| Kampioen Eerste Divisie | 1x | 2001/02 |